# Juniorvärldsmästerskapet i ishockey 2015
Juniorvärldsmästerskapet i ishockey 2015, JVM i ishockey 2015, var det 39:e juniorvärldsmästerskapet i ishockey. Toppdivisionen avgjordes i Toronto (i Ontario) och Montréal (i Québec) i Kanada.
Kanada vann i finalen över Ryssland med 5–4. Vinsten innebar att Kanada lyckades vinna sin första medalj i JVM  sedan 2012 och lagets första guld sedan 2009. Slovakien besegrade Sverige i matchen om bronsmedaljer och vann sin andra medalj någonsin.  Finalen sågs av 19 014 åskådare i en fullsatt arena i Toronto.
Tyskland slutade som tionde och sista lag och flyttas ned till division I A inför JVM 2016. Danmark lyckades för första gången nå ett slutspel i JVM. 
Den slovakiska målvakten Denis Godla utsågs till turneringens mest värdefulla spelare, medan Sam Reinhart i Kanada vann skytteligan med 11 poäng.

## Toppdivisionen
Toppdivisionen spelades mellan den 26 december 2014 och 5 januari 2015 och avgjordes i Kanada. Turneringen spelades i två städer: Toronto i Ontario och Montreal i Quebec och det var den elfte gången som turneringen avgjordes i Kanada. Det var den första gången som turneringen avgjordes i Toronto och den andra gången den avgjordes i Montreal, förra gången var 1978.

### Deltagande lag
10 lag deltog i toppdivisionen under JVM 2015. Av dessa tio lag spelade nio lag i toppdivisionen JVM 2014 och ett lag vann division I A vid JVM 2014 och blev uppflyttat. Följande lag deltog:
| 1. Finland 2. Sverige 3. Ryssland 4. Kanada 5. USA 6. Tjeckien 7. Schweiz 8. Slovakien 9. Tyskland 10. Danmark – uppflyttat från Division I A | (Spelades i Montréal) 1. Finland 2. Kanada 3. USA 4. Slovakien 5. Tyskland | (Spelades i Toronto) 1. Sverige 2. Tjeckien 3. Ryssland 4. Schweiz 5. Danmark |

### Arenor
Mästerskapet spelades på två arenor, en i varje värdstad. Arenorna som kom att användas var två NHL-lags hemmaarenor: Centre Bell i Montreal där Montreal Canadiens spelar sina hemmamatcher och Air Canada Centre i Toronto som är hemmaplan för Toronto Maple Leafs
|  | Centre Bell i Montreal. Publikkapacitet 21 273.      |
|  | Air Canada Centre i Toronto. Publikkapacitet 19 746. |

### Gruppspel

#### Grupp A
| Lag       | S | V | ÖV | ÖF | F | GM | IM | MS  | P  |
| --------- | - | - | -- | -- | - | -- | -- | --- | -- |
| Kanada    | 4 | 4 | 0  | 0  | 0 | 21 | 4  | +17 | 12 |
| USA       | 4 | 2 | 1  | 0  | 1 | 14 | 6  | +8  | 8  |
| Slovakien | 4 | 2 | 0  | 0  | 2 | 7  | 14 | −7  | 6  |
| Finland   | 4 | 1 | 0  | 1  | 2 | 5  | 8  | −3  | 4  |
| Tyskland  | 4 | 0 | 0  | 0  | 4 | 2  | 17 | −15 | 0  |

¦¦ Kvalificerar sig till slutspel efter avslutat gruppspel

¦¦ Spel om nedflyttning efter avslutat gruppspel

##### Matcher
Alla tider som anges är lokala. UTC-5 för matcher i Montréal.
| 26 december 2014 15:00 | Finland | 1 − 2 (e.str) (1−1, 0−0, 0−0, 0−0, 0−1) | USA | Bell Centre, Montreal |

|  |                        | Matchsummering |                   | Åskådare: 8 006                         |                                         |
|  | Mikko Rantanen (01.22) |                | (13.54) Alex Tuch | Domare: Konstantin Olenin Tobias Wehrli | Domare: Konstantin Olenin Tobias Wehrli |

| 26 december 2014 20:00 | Kanada | 8 − 0 (3−0, 4−0, 1−0) | Slovakien | Bell Centre, Montreal |

|  | | Matchsummering |  | Åskådare: 14 142                        |                                         |
|  | Robby Fabbri (04.52) Anthony Duclair (08.17) Robby Fabbri (09.09) Nick Paul (26.56) Brayden Point (31.35) Max Domi (36.14) Nic Petan (37.21) Jake Virtanen (56.41) |                |  | Domare: Steve Patafie Marcus Vinnerborg | Domare: Steve Patafie Marcus Vinnerborg |

| 27 december 2014 16:00 | Slovakien | 2 − 1 (1−1, 1−0, 0−0) | Finland | Centre Bell, Montréal |

|  |                                              | Matchsummering |                        | Åskådare: 6 007                             |                                             |
|  | Peter Cehlarik (09.19) Matus Holenda (26.03) |                | (07.01) Mikko Rantanen | Domare: Pascal St-Jacques Marcus Vinnerborg | Domare: Pascal St-Jacques Marcus Vinnerborg |

| 27 december 2014 20:00 | Tyskland | 0 − 4 (0−2, 0−0, 0−2) | Kanada | Centre Bell, Montréal |

|  |  | Matchsummering |                                                                                    | Åskådare: 12 733                      |                                       |
|  |  |                | (04.11) Connor McDavid (12.42) Curtis Lazar (49.14) Max Domi (55.44) Madison Bowey | Domare: Geoffrey Miller Tobias Wehrli | Domare: Geoffrey Miller Tobias Wehrli |

| 28 december 2014 20:00 | USA | 6 − 0 (2−0, 2−0, 2−0) | Tyskland | Centre Bell, Montréal |

|  | | Matchsummering |  | Åskådare: 7 000                          |                                          |
|  | Auston Matthews (04.44) Hudson Fasching (12.30) Sonny Milano (22.48) Dylan Larkin (35.04) Jack Eichel (54.09) Dylan Larkin (59.40) |                |  | Domare: Vladimir Baluska Mikko Kaukokari | Domare: Vladimir Baluska Mikko Kaukokari |

| 29 december 2014 16:00 | USA | 3 – 0 (0–0, 1–0, 2–0) | Slovakien | Centre Bell, Montréal |

|  |                                                               | Matchsummering |  | Åskådare: 8 798                    |                                    |
|  | Sonny Milano (37.42) Dylan Larkin (42.38) John Hayden (59.07) |                |  | Domare: Roman Gofman Tobias Wehrli | Domare: Roman Gofman Tobias Wehrli |

| 29 december 2014 20:00 | Finland | 1 – 4 (0−1, 1−1, 0−2) | Kanada | Centre Bell, Montréal |

|  |                          | Matchsummering |                                                                                        | Åskådare: 15 718                        |                                         |
|  | Artturi Lehkonen (38.26) |                | (05.32) Sam Reinhart (33.34) Sam Reinhart (51.15) Anthony Duclair (54.25) Curtis Lazar | Domare: Lars Brüggemann Antonín Jeřábek | Domare: Lars Brüggemann Antonín Jeřábek |

| 30 december 2014 20:00 | Slovakien | 5 − 2 (3−1, 0−0, 2−1) | Tyskland | Centre Bell, Montréal |

|  | | Matchsummering |                                                   | Åskådare: 5 568                      |                                      |
|  | Robert Lantosi (09.58) Martin Reway (13.10) Matus Sukel (15.03) Martin Reway (44.05) Martin Reway (59.05) |                | (18.46) Frederik Tiffels (45.36) Frederik Tiffels | Domare: Mikko Kaukokari Linus Öhlund | Domare: Mikko Kaukokari Linus Öhlund |

| 31 december 2014 16:00 | Kanada | 5 – 3 (0–0, 2–1, 3–2) | USA | Centre Bell, Montréal |

|  | | Matchsummering |                                                                 | Åskådare: 18 295                          |                                           |
|  | Max Domi (27.07) Josh Morrissey (30.11) Curtis Lazar (50.01) Sam Reinhart (59.06) Max Domi (59.56) |                | (33.12) Tony DeAngelo (57.26) Dylan Larkin (59.18) Dylan Larkin | Domare: Mikko Kaukokari Marcus Vinnerborg | Domare: Mikko Kaukokari Marcus Vinnerborg |

| 31 december 2014 20:00 | Tyskland | 0 − 2 (0−1, 0−1, 0−0) | Finland | Centre Bell, Montréal |

|  |  | Matchsummering |                                             | Åskådare: 3 991                        |                                        |
|  |  |                | (02.47) Julius Honka (34.22) Mikko Rantanen | Domare: Roman Gofman Konstantin Olenin | Domare: Roman Gofman Konstantin Olenin |

#### Grupp B
| Lag      | S | V | ÖV | ÖF | F | GM | IM | MS  | P  |
| -------- | - | - | -- | -- | - | -- | -- | --- | -- |
| Sverige  | 4 | 4 | 0  | 0  | 0 | 18 | 6  | +12 | 12 |
| Tjeckien | 4 | 1 | 1  | 0  | 2 | 12 | 14 | −2  | 5  |
| Ryssland | 4 | 1 | 1  | 0  | 2 | 13 | 9  | +4  | 5  |
| Danmark  | 4 | 0 | 1  | 2  | 1 | 10 | 15 | −5  | 4  |
| Schweiz  | 4 | 1 | 0  | 1  | 2 | 9  | 18 | −9  | 4  |

¦¦ Kvalificerar sig till slutspel efter avslutat gruppspel

¦¦ Spel om nedflyttning efter avslutat gruppspel

##### Matcher
Alla tider som anges är lokala. UTC-5 för matcher i Toronto.
| 26 december 2014 13:00 | Danmark | 2 − 3 (e.str) (2−0, 0−1, 0−1, 0−0, 0−1) | Ryssland | Air Canada Centre, Toronto |

|  |                                                   | Matchsummering |                                              | Åskådare: 12 412                        |                                         |
|  | Oliver Bjorkstrand (13.15) Nikolaj Ehlers (15.49) |                | (39.19) Nikolai Goldobin (47.07) Maxim Mamin | Domare: Lars Bruggemann Antonin Jerabek | Domare: Lars Bruggemann Antonin Jerabek |

| 26 december 2014 17:00 | Sverige | 5 − 2 (2−0, 1−2, 2−0) | Tjeckien | Air Canada Centre, Toronto |

|  | | Matchsummering |                                         | Åskådare: 13 077                         |                                          |
|  | Adrian Kempe (14.46) Jens Lööke (19.13) William Nylander Altelius (30.29) Adrian Kempe (45.37) Jacob de la Rose (47.38) |                | (23.33) Jakub Vrana (30.02) Jakub Vrana | Domare: Vladimir Baluska Mikko Kaukokari | Domare: Vladimir Baluska Mikko Kaukokari |

| 27 december 2014 13:00 | Danmark | 1 − 5 (0−3, 1−2, 0−0) | Sverige | Air Canada Centre, Toronto |

|  |                     | Matchsummering | | Åskådare: 13 018                     |                                      |
|  | Nick Olesen (21.01) |                | (09.48) Lucas Wallmark (11.36) Anton Blidh (19.28) William Nylander Altelius (20.13) Jacob de la Rose (37.26) Sebastian Aho | Domare: Roman Gofman Antonin Jerabek | Domare: Roman Gofman Antonin Jerabek |

| 27 december 2014 17:00 | Tjeckien | 2 − 5 (2−2, 0−3, 0−0) | Schweiz | Air Canada Centre, Toronto |

|  |                                          | Matchsummering |                                                                                                  | Åskådare: 12 926                     |                                      |
|  | Marek Růžička (01.44) Lukáš Klok (04.42) |                | (00.46) Kevin Fiala (11.37) Kevin Fiala (20.45) Noah Rod (21.29) Tim Wieser (34.41) Luca Fazzini | Domare: Lars Bruggemann Linus Öhlund | Domare: Lars Bruggemann Linus Öhlund |

| 28 december 2014 17:00 | Schweiz | 0 − 7 (0−3, 0−2, 0−2) | Ryssland | Air Canada Centre, Toronto |

|  |  | Matchsummering | | Åskådare: 15 125                   |                                    |
|  |  |                | (11.28) Rushan Rafikov (18.26) Aleksander Dergachykov (19.38) Pavel Buchnevich (35.29) Sergei Tolchinski (37.36) Aleksander Sharov (54.59) Vladislav Kamenev (55.41) Vjatjeslav Lesjtjenko | Domare: Linus Öhlund Steve Patafie | Domare: Linus Öhlund Steve Patafie |

| 29 december 2014 13:00 | Tjeckien | 4 − 3 (e.fl) (1−1, 1−1, 1−1, 1−0) | Danmark | Air Canada Centre, Toronto |

|  |                                                                                         | Matchsummering |                                                                       | Åskådare: 12 038                            |                                             |
|  | Jan Stencel (10.22) Jan Kostalek (24.36) Dominik Kubalik (56.58) David Pastrnak (61.01) |                | (03.58) Mads Eller (37.08) Oliver Bjorkstrand (46.05) Mathias Asperup | Domare: Konstantin Olenin Marcus Vinnerborg | Domare: Konstantin Olenin Marcus Vinnerborg |

| 29 december 2014 17:00 | Sverige | 3 − 2 (1−0, 0−1, 2−1) | Ryssland | Air Canada Centre, Toronto |

|  |                                                                        | Matchsummering |                                                             | Åskådare: 16 710                          |                                           |
|  | Gustav Forsling (10.38) Gustav Forsling (46.44) Axel Holmström (50.53) |                | (34.15) Vjatjeslav Lesjtjenko (42.23) Vjatjeslav Lesjtjenko | Domare: Geoffrey Miller Pascal St-Jacques | Domare: Geoffrey Miller Pascal St-Jacques |

| 30 december 2014 17:00 | Schweiz | 3 − 4 (e.str) (2−1, 1−2, 0−0, 0−0, 0−1) | Danmark | Air Canada Centre, Toronto |

|  |                                                              | Matchsummering |                                                                             | Åskådare: 13 263                        |                                         |
|  | Kris Schmidli (10.48) Kevin Fiala (11.54) Timo Meier (32.43) |                | (17.58) Oliver Bjorkstrand (32.19) Anders Krogsgaard (35.40) Mikkel Aagaard | Domare: Steve Patafie Pascal St-Jacques | Domare: Steve Patafie Pascal St-Jacques |

| 31 december 2014 13:00 | Schweiz | 1 – 5 (1–1, 0–4, 0–0) | Sverige | Air Canada Centre, Toronto |

|  |                         | Matchsummering | | Åskådare: 13 857                         |                                          |
|  | Yannick Rathgeb (03.29) |                | (04.52) Adrian Kempe (23.27) Oskar Lindblom (26.03) Oskar Lindblom (34.45) Oskar Lindblom (35.11) Jens Lööke | Domare: Vladimir Baluska Geoffrey Miller | Domare: Vladimir Baluska Geoffrey Miller |

| 31 december 2014 17:00 | Ryssland | 1 – 4 (0–1, 1–1, 0–2) | Tjeckien | Air Canada Centre, Toronto |

|  |                         | Matchsummering |                                                                                         | Åskådare: 12 566                      |                                       |
|  | Ivan Barbashyov (35.44) |                | (11.05) Patrick Zdrahal (24.32) Pavel Zacha (42.54) Patrick Zdrahal (59.13) Ondrej Kase | Domare: Lars Brüggemann Tobias Wehrli | Domare: Lars Brüggemann Tobias Wehrli |

### Nedflyttningsomgång
Alla tider som anges är lokala. UTC-5 för matcher i Toronto och Montreal.
| 2 januari 2015 11:00 | Schweiz | 5 – 2 (1−0, 3−1, 1−1) | Tyskland | Air Canada Centre |

|  |                                                                                                  | Matchsummering |                                            | Åskådare: 7 409                         |                                         |
|  | Kevin Fiala (03.50) Noah Rod (20.54) Luca Fazzini (25.20) Luca Hischier (33.56) Noah Rod (45.46) |                | (28.20) Parker Tuomie (55.14) Patrick Kurz | Domare: Mikko Kaukokari Geoffrey Miller | Domare: Mikko Kaukokari Geoffrey Miller |

| 3 januari 2015 19:00 | Tyskland | 2 − 5 (1−2, 1−1, 0−2) | Schweiz | Air Canada Centre |

|  |                             | Matchsummering |                                                                        | Åskådare: 8 392                      |                                      |
|  | Tuomie (13.58) Eder (38.10) |                | (15.10) Fuchs (16.17) Malgin (31.12) Suter (53.25) Suter (54.19) Meier | Domare: Antonín Jeřábek Linus Öhlund | Domare: Antonín Jeřábek Linus Öhlund |

| 5 januari 2015 11:00 | Schweiz | Spelades ej | Tyskland | Air Canada Centre |

|  |  |  |  |  |  |
|  |  |  |  |  |  |

Tyskland förlorade de två första matcherna, den tredje matchen behövde inte spelas. Schweiz får fortsätta spela i toppdivisionen inför VM 2016 och Tyskland flyttas ned till Division I A.

### Slutspel

#### Slutspelsträd
|  | Kvartsfinal |             |             |  |     |            |            |            |  |       |        |          |   |
|  | A1          | Kanada      | 8           |  |     |            |            |            |  |       |        |          |   |
|  | B4          | Danmark     | 0           |  |     | Semifinal  | Semifinal  | Semifinal  |  |       |        |          |   |
|  |             |             |             |  |     | KF2        | Kanada     | 5          |  |       |        |          |   |
|  | Kvartsfinal | Kvartsfinal | Kvartsfinal |  | KF1 | Slovakien  | 1          |            |  |       |        |          |   |
|  | B2          | Tjeckien    | 0           |  |     |            |            |            |  |       |        |          |   |
|  | A3          | Slovakien   | 3           |  |     | Bronsmatch | Bronsmatch | Bronsmatch |  | Final | Final  | Final    |   |
|  |             |             |             |  |     | SF2        | Slovakien  | 4          |  | SF2   | Kanada | 5        |   |
|  | Kvartsfinal | Kvartsfinal | Kvartsfinal |  |     | SF1        | Sverige    | 2          |  |       | SF1    | Ryssland | 4 |
|  | A2          | USA         | 2           |  |     |            |            |            |  |       |        |          |   |
|  | B3          | Ryssland    | 3           |  |     | Semifinal  | Semifinal  | Semifinal  |  |       |        |          |   |
|  |             |             |             |  |     | KF4        | Ryssland   | 4          |  |       |        |          |   |
|  | Kvartsfinal | Kvartsfinal | Kvartsfinal |  | KF3 | Sverige    | 1          |            |  |       |        |          |   |
|  | B1          | Sverige     | 6           |  |     |            |            |            |  |       |        |          |   |
|  | A4          | Finland     | 3           |  |     |            |            |            |  |       |        |          |   |

#### Kvartsfinaler
Alla tider som anges är lokala. UTC-5 för matcher i Toronto och Montreal.
| 2 januari 2015 13:00 | USA | 2 − 3 (0−2, 1−0, 1−1) | Ryssland | Centre Bell |

|  |                                             | Matchsummering |                                                                           | Åskådare: 8 694                         |                                         |
|  | Tony DeAngelo (32.43) Zach Werenski (48:56) |                | (02.31) Ivan Barbashev (15.25) Aleksandr Sharov (41.27) Sergei Tolchinski | Domare: Marcus Vinnerborg Tobias Wehrli | Domare: Marcus Vinnerborg Tobias Wehrli |

| 2 januari 2015 15:00 | Sverige | 6 − 3 (0−0, 3−3, 3−0) | Finland | Air Canada Centre |

|  | | Matchsummering |                                                                     | Åskådare: 14 440                        |                                         |
|  | Gustav Forsling (24.03) Lucas Wallmark (24.50) Adam Brodecki (28.11) Adrian Kempe (41.24) Oskar Lindblom (53.52) Lucas Wallmark (59.56) |                | (21.44) Juuso Ikonen (29.54) Mikko Rantanen (35.49) Kasperi Kapanen | Domare: Steve Patafie Pascal St-Jacques | Domare: Steve Patafie Pascal St-Jacques |

| 2 januari 2015 17:00 | Tjeckien | 0 – 3 (0–1, 0–0, 0–2) | Slovakien | Centre Bell |

|  |  | Matchsummering |                                                                  | Åskådare: 7 696                        |                                        |
|  |  |                | (18.46) Michal Kabáč (54.18) Peter Cehlárik (59.51) Martin Réway | Domare: Roman Gofman Konstantin Olenin | Domare: Roman Gofman Konstantin Olenin |

| 2 januari 2015 20:00 | Kanada | 8 − 0 (2−0, 3−0, 3−0) | Danmark | Air Canada Centre |

|  | | Matchsummering |  | Åskådare: 18 448                     |                                      |
|  | Curtis Lazar (10.52) Sam Reinhart (15.17) Lawson Crouse (27.50) Connor McDavid (30.21) Curtis Lazar (33.23) Nick Paul (43.08) Brayden Point (45.09) Nick Ritchie (59.06) |                |  | Domare: Linus Öhlund Lars Brüggemann | Domare: Linus Öhlund Lars Brüggemann |

#### Semifinaler
Alla tider som anges är lokala. UTC-5 för matcher i Toronto och Montreal.
| 4 januari 2015 16:00 | Sverige | 1 − 4 (0−0, 0−2, 1−2) | Ryssland | Air Canada Centre |

|  |                        | Matchsummering |                                                                                           | Åskådare: 15 400                    |                                     |
|  | Lucas Wallmark (51.30) |                | (31.18) Alexander Sharov (32.50) Ziat Paigin (41.31) Alexander Sharov (52.39) Maxim Mamin | Domare: Steve Patafie Tobias Wehrli | Domare: Steve Patafie Tobias Wehrli |

| 4 januari 2015 20:00 | Kanada | 5 – 1 (1–0, 2–1, 2–0) | Slovakien | Air Canada Centre |

|  | | Matchsummering |                      | Åskådare: 18 002                       |                                        |
|  | Nicolas Petan (04.27) Nicolas Petan (38.06) Shea Theodore (39.32) Anthony Duclair (42.47) Nicolas Petan (51.59) |                | (39.57) David Soltes | Domare: Roman Gofman Konstantin Olenin | Domare: Roman Gofman Konstantin Olenin |

#### Bronsmatch
Alla tider som anges är lokala. UTC-5 för matcher i Toronto och Montreal.
| 5 januari 2015 16:00 | Sverige | 2 − 4 (2−2, 0−0, 0−2) | Slovakien | Air Canada Centre |

|  |                                                      | Matchsummering |                                                                                       | Åskådare: 13 625                       |                                        |
|  | William Nylander Altelius (10.22) Jens Lööke (16.12) |                | (2.43) David Soltes (3.22) Mislav Rosandic (42.52) Pavol Skalicky (59.04) Patrik Koys | Domare: Roman Gofman Konstantin Olenin | Domare: Roman Gofman Konstantin Olenin |

#### Final
Alla tider som anges är lokala. UTC-5 för matcher i Toronto och Montreal.
| 5 januari 2015 20:00 | Kanada | 5 − 4 (2−1, 3−3, 0−0) | Ryssland | Air Canada Centre |

|  |                                                                                                  | Matchsummering |                                                                                                | Åskådare: 19 014                        |                                         |
|  | Anthony Duclair (0.23) Nick Paul (2.32) Connor McDavid (25.08) Max Domi (27.22) Max Domi (32.30) |                | (9.20) Dmitry Yudin (34.21) Ivan Barbashyov (34.53) Sergei Tolchinski (37.37) Nikolai Goldobin | Domare: Marcus Vinnerborg Tobias Wehrli | Domare: Marcus Vinnerborg Tobias Wehrli |

### Slutställning
|      | Lag       |
| ---- | --------- |
| 1    | Kanada    |
| 2    | Ryssland  |
| 3    | Slovakien |
| 4:a  | Sverige   |
| 5:a  | USA       |
| 6:a  | Tjeckien  |
| 7:a  | Finland   |
| 8:a  | Danmark   |
| 9:a  | Schweiz   |
| 10:a | Tyskland  |

Placeringarna för lagen på femte till åttonde plats bestämdes av lagens placering efter den inledande omgången.

### Statistik

#### Skytteliga
| Pos | Spelare          | Lag       | GP | G | A | Pts | +/- | PIM |
| --- | ---------------- | --------- | -- | - | - | --- | --- | --- |
| 1   | Sam Reinhart     | Kanada    | 7  | 5 | 6 | 11  | +13 | 6   |
| 2   | Nicolas Petan    | Kanada    | 7  | 4 | 7 | 11  | +4  | 0   |
| 3   | Connor McDavid   | Kanada    | 7  | 3 | 8 | 11  | +8  | 0   |
| 4   | Max Domi         | Kanada    | 7  | 5 | 5 | 10  | +10 | 4   |
| 5   | William Nylander | Sverige   | 7  | 3 | 7 | 10  | –2  | 0   |
| 6   | Curtis Lazar     | Kanada    | 7  | 5 | 4 | 9   | +8  | 0   |
| 7   | Oskar Lindblom   | Sverige   | 7  | 4 | 5 | 9   | –1  | 0   |
| 7   | Martin Réway     | Slovakien | 7  | 4 | 5 | 9   | –1  | 2   |
| 9   | Adrian Kempe     | Sverige   | 6  | 4 | 4 | 8   | 0   | 2   |
| 10  | Anthony Duclair  | Kanada    | 7  | 4 | 4 | 8   | +11 | 16  |

GP = Spelade matcher; G = Mål; A = Assists; Pts = Poäng; +/- = Plus/minus-statistik; PIM = Utvisningsminuter
Source: IIHF.com

#### Målvaktsliga
(Målvakter med minst 40% av lagets totala speltid)
| Pos | Spelare          | Lag       | TOI    | GA | GAA  | Sv%   | SO |
| --- | ---------------- | --------- | ------ | -- | ---- | ----- | -- |
| 1   | Zachary Fucale   | Kanada    | 300:00 | 6  | 1.20 | 93.94 | 2  |
| 2   | Igor Shestyorkin | Ryssland  | 242:13 | 8  | 1.98 | 93.80 | 1  |
| 3   | Thatcher Demko   | USA       | 241:42 | 7  | 1.74 | 93.75 | 1  |
| 4   | Denis Godla      | Slovakien | 391:35 | 18 | 2.76 | 92.56 | 1  |
| 5   | Ville Husso      | Finland   | 183:12 | 7  | 2.29 | 92.31 | 1  |

TOI = Spelade minuter (minutes:seconds); GA = Insläppta mål; GAA = Insläppta mål i snitt; Sv% = Räddningsprocent; SO = Strffar
Source: IIHF.com

### Utmärkelser
Most Valuable Player
- Målvakt:  Denis Godla

All-star team
- Målvakt:  Denis Godla
- Backar:  Gustav Forsling,  Josh Morrissey
- Forwards:  Sam Reinhart,  Max Domi,  Connor McDavid

IIHF best player awards
- Målvakt:  Denis Godla
- Back:  Vladislav Gavrikov
- Forward:  Max Domi

## Division I A
Division I A 2015 är den näst högsta divisionen i JVM. Spelades från den 14 till 20 december 2014 i italienska Asiago. Vitryssland vann gruppen och flyttas upp till toppdivisionen i JVM 2016. Slovenien slutade på sista plats och flyttas ned till Division I B inför JVM 2016.

### Deltagande lag
Totalt deltog sex lag i Division I A, varav fyra lag från föregående år, ett lag som flyttades ner från toppdivisionen och ett lag som flyttades upp från Division I B. Följande lag deltog:
1. Norge - nedflyttade från toppdivisionen
2. Österrike
3. Belarus
4. Lettland
5. Slovenien
6. Italien - uppflyttade från Division I B

### Slutställning
| Lag       | S | V | ÖV | ÖF | F | GM | IM | MS  | P  |
| --------- | - | - | -- | -- | - | -- | -- | --- | -- |
| Belarus   | 5 | 4 | 1  | 0  | 0 | 22 | 9  | +13 | 14 |
| Norge     | 6 | 2 | 2  | 2  | 0 | 16 | 11 | +5  | 12 |
| Lettland  | 5 | 2 | 0  | 1  | 2 | 15 | 11 | +4  | 7  |
| Italien   | 5 | 1 | 1  | 0  | 3 | 16 | 22 | −6  | 5  |
| Österrike | 5 | 1 | 0  | 2  | 2 | 21 | 27 | −6  | 5  |
| Slovenien | 5 | 1 | 0  | 1  | 3 | 17 | 27 | −10 | 4  |

## Division I B
Division I B 2015 är den tredje högsta divisionen i JVM. Turneringen spelades mellan den 14 och 20 december 2014 i ungerska Dunaújváros. Kazakstan vann gruppen och flyttas upp till Division I A inför JVM 2016. Ungern slutade sist, trots fördel med hemmaplans och får spela i Division II A 2016.

### Deltagande lag
Totalt deltar sex lag i Division I B, varav fyra lag från föregående år, ett lag som flyttats ner från Division I A och ett lag som flyttats upp från Division II A. Följande lag deltar:
1. Polen - nedflyttade från Division I A
2. Frankrike
3. Japan
4. Kazakstan
5. Ukraina
6. Ungern - uppflyttade från Division II A

### Slutställning
| Lag       | S | V | ÖV | ÖF | F | GM | IM | MS  | P  |
| --------- | - | - | -- | -- | - | -- | -- | --- | -- |
| Kazakstan | 5 | 5 | 0  | 0  | 0 | 23 | 9  | +14 | 15 |
| Ukraina   | 5 | 2 | 1  | 0  | 2 | 10 | 11 | −1  | 8  |
| Polen     | 5 | 2 | 0  | 1  | 2 | 13 | 15 | −2  | 7  |
| Frankrike | 5 | 2 | 0  | 1  | 2 | 11 | 13 | −2  | 7  |
| Japan     | 5 | 1 | 1  | 0  | 3 | 15 | 17 | −2  | 5  |
| Ungern    | 5 | 0 | 1  | 1  | 3 | 9  | 16 | −7  | 3  |

## Division II A
Division II A 2015 är den fjärde högsta divisionen i JVM. Turneringen spelades i Tallinn, Estland, den 7 till 13 december 2014. Storbritannien hade kvalificerat sig för spel i Division I B men hade använt sig av en otillåten spelare och diskvalificerades och flyttades ner till Division II A.  Storbritannien vann turneringen och får spela i Division I B nästa år, medan Rumänien slutade sist och får spela i Division II B 2016.

### Deltagande lag
Totalt deltar sex lag i Division II A, varav fyra lag från föregående år, ett lag som flyttats ner från Division I B och ett lag som flyttats upp från Division II B. Följande lag deltar:
1. Storbritannien - nedflyttade från Division I B
2. Estland
3. Litauen
4. Nederländerna
5. Rumänien
6. Sydkorea - uppflyttade från Division II B 2014

### Slutställning
| Lag            | S | V | ÖV | ÖF | F | GM | IM | MS  | P  |
| -------------- | - | - | -- | -- | - | -- | -- | --- | -- |
| Storbritannien | 5 | 4 | 1  | 0  | 0 | 22 | 13 | +9  | 14 |
| Litauen        | 5 | 2 | 1  | 1  | 1 | 24 | 19 | +5  | 9  |
| Sydkorea       | 5 | 2 | 1  | 1  | 1 | 18 | 18 | 0   | 9  |
| Nederländerna  | 5 | 1 | 1  | 0  | 3 | 18 | 16 | +2  | 5  |
| Estland        | 5 | 1 | 0  | 1  | 3 | 12 | 22 | −10 | 4  |
| Rumänien       | 5 | 1 | 0  | 1  | 3 | 18 | 24 | −6  | 4  |

## Division II B
Division II B 2015 är den femte högsta divisionen i JVM. Turneringen spelades i spanska Jaca den 13 till 19 december 2014. Kroatien vann gruppen och spelar i Division II A 2016. Island slutade på sista plats och får spela i Division III 2016.

### Deltagande lag
Totalt deltar sex lag i Division II B, varav fyra lag från föregående år, ett lag som flyttats ner från Division II A och ett lag som flyttats upp från Division III. Följande lag deltar:
1. Kroatien - nedflyttade från Division II A
2. Spanien
3. Serbien
4. Australien
5. Island
6. Belgien - uppflyttade från Division III

### Slutställning
| Lag        | S | V | ÖV | ÖF | F | GM | IM | MS  | P  |
| ---------- | - | - | -- | -- | - | -- | -- | --- | -- |
| Kroatien   | 5 | 5 | 0  | 0  | 0 | 22 | 9  | +13 | 15 |
| Spanien    | 5 | 4 | 0  | 0  | 1 | 27 | 10 | +17 | 12 |
| Australien | 5 | 2 | 0  | 1  | 2 | 15 | 15 | 0   | 7  |
| Belgien    | 5 | 1 | 1  | 1  | 2 | 15 | 17 | −2  | 6  |
| Serbien    | 5 | 1 | 1  | 0  | 3 | 9  | 19 | −10 | 5  |
| Island     | 5 | 0 | 0  | 0  | 5 | 11 | 29 | −18 | 0  |

## Division III
Division III var 2015 den sjätte högsta (och samtidigt den lägsta) divisionen i JVM. Turneringen spelades i Dunedin i Nya Zeeland, under perioden 19-25 januari 2015. Kina vann gruppen och får spela i Division II B nästa år.

### Deltagande lag
1. Kina nedflyttade från Division II B
2. Nya Zeeland
3. Mexiko
4. Turkiet
5. Sydafrika
6. Bulgarien

### Slutställning
Slutställning 6 februari 2015
| Lag         | S | V | ÖV | ÖF | F | GM | IM | MS  | P  |
| ----------- | - | - | -- | -- | - | -- | -- | --- | -- |
| Kina        | 4 | 4 | 0  | 0  | 0 | 29 | 3  | +26 | 12 |
| Nya Zeeland | 4 | 2 | 0  | 1  | 1 | 13 | 11 | +2  | 7  |
| Mexiko      | 4 | 1 | 1  | 0  | 2 | 8  | 10 | −2  | 5  |
| Sydafrika   | 4 | 1 | 0  | 0  | 3 | 4  | 22 | −18 | 3  |
| Turkiet     | 4 | 1 | 0  | 0  | 3 | 7  | 15 | −8  | 3  |